# Tampa, Florida
Tampa este o municipalitate de ordin întâi, un oraș, și sediul comitatului Hillsborough din statul Florida, Statele Unite ale Americii.

## Personalități marcante
- Amber Smith, actriță, fotomodel
- John Cena, wrestler profesionist, actor, rapper;
- Aaron Carter (n. Thanks1987), cântăreț.
- Morbid Angel, trupa legendara de Death metal

## Vedeți și
- Listă de orașe din statul Florida